# 聶小倩
聶小倩，是蒲松齡的誌怪小說《聊齋志異》中的一篇，為聊齋誌異中最為知名、也是改編作品最多的一篇。故事講述夭死的女子聶小倩受妖怪挾迫誘殺男子，被正直的書生甯采臣所折服後向之求救，甯采臣得劍客燕赤霞之助擊退老妖並為小倩遷葬，小倩也來到甯家報恩，最後終成正果。

## 故事大綱
浙江書生甯采臣赴京趕考，在金華城北一座荒廟，結識劍客燕赤霞，又在半夜遇上女鬼聶小倩，聶小倩相害不成，反而愛上正直的甯采臣，也救他一命，而甯采臣也不負聶小倩所托，將她的骨骸送回故里安葬，而脫離妖怪的控制，自此聶小倩魂歸故里，乃與甯采臣同屋而住。起初甯母不能接受聶小倩，但小倩依然往常幫忙操勞家務，直到甯妻去世，甯母有感小倩的真誠，才讓甯采臣娶了小倩為妻，親友也漸漸不以小倩是鬼而見怪。那金華妖怪因小倩遠遁，心有不甘，找上門來，小倩用了劍客燕赤霞所贈的舊劍囊才將其收服。

## 故事人物

### 聂小倩
聂小倩是《聊斋志异》中描绘的一位才貌双全、性格正直且善良的女鬼。原为十八岁的女子，早夭后被葬于浙江金华城北一座荒废寺庙旁，死后受到夜叉等妖物胁迫，奉命迷惑并加害路过寺庙的旅人。在一次行事中，她试图谋害借宿兰若寺的书生宁采臣，却被其正气与仁心所感动，最终反过来暗中救助。此后，在宁采臣的帮助下，聂小倩脱离了妖物控制，并被收留在宁家，侍奉宁母与病重的宁妻。宁妻去世后，聂小倩与宁采臣成婚，二人合力除去盘踞金华的妖怪。婚后数年，聂小倩为宁采臣诞下两子，故事以圆满结局告终。

### 宁采臣
宁采臣是清代蒲松龄小说集《聊斋志异》中《聂小倩》一篇的男主人公，浙江人，性格慷慨豪爽、正直方正，品行端正且不贪恋美色。宁采臣因经济困难投宿兰若寺，遇见被夜叉妖怪控制的聂小倩。聂小倩本性善良，不愿害人，曾助宁采臣逃脱妖怪的追杀。在燕赤霞与聂小倩的帮助下，宁采臣躲过一劫。后来，宁采臣收留聂小倩，令其侍奉母亲和病重妻子。妻子去世后，他娶聂小倩为妻。经过聂小倩指点，宁采臣用剑袋消灭了夜叉。数年后，宁采臣考取进士，聂小倩为他生下儿子。此后他又纳妾，聂小倩和妾室各自生下一子。家庭和睦，其子女均成长为有名望的人物。

### 燕赤霞
在《聂小倩》一文中，燕赤霞暂住金华郊外的荒寺，期间以藏于剑囊中的光剑击伤夜叉，展现其超凡剑术。其后，他将剑囊赠予书生宁采臣，作为对抗妖魅的护身之物。在原作中，燕赤霞以沉稳寡言、行事果决的形象示人。他身着士人服饰，籍贯被暗示为秦地（即今陕西一带），兼具文人气质与武人气概。其角色塑造融合了传统剑客、民间异人和宗教修行者的多重特征。在现代影视作品中，燕赤霞的形象经历了显著演变，逐渐从一名地方书生转化为能通佛道、斩妖除魔的高人，常以独行侠的身份现身于江湖之中。

### 姥姥
姥姥潜藏在荒废的兰若古寺中，外形为老妇模样，实则拥有夜叉真身。姥姥操控聂小倩试图引诱书生宁采臣，但计划未能成功，宁采臣识破真相并未上当。随后，姥姥亲自出手相害，却被法师燕赤霞使用法器所伤，因意外撞击窗棂才得以脱身。宁采臣之后将聂小倩的骨灰迁葬回原籍，触怒了姥姥。她一路追踪至宁家，试图报复。在最终对决中，姥姥现出夜叉本体发动袭击，却反被燕赤霞设下的法器反制。她在误触法囊后被强力吸入其中，最终被封印并灰飞烟灭。

## 故事地点
故事发生的主要场景系兰若寺，文中描述其位于金华府城北郊野。
“兰若”源于梵语“阿兰若”(aranya)的简称，原指森林，引申为“寂静处”，后泛指佛寺（读音为 rě）。在《聊斋志异》多篇故事中均作此解。因此，原著中的“兰若寺”意为一座僻静的寺庙，并非专有寺名。

## 改编作品

### 電影
- 《倩女幽魂》，1960年，乐蒂飾演，片名取自迷青瑣倩女離魂[17]。
- 《寒夜青灯》，1975年，秦梦飾演
- 《聂小倩》，1981年，耿晓璐飾演
- 《崂山鬼恋》，1984年，姚霏飾演
- 《聊斋夜话之聂小倩》，1984年，庄静而飾演
- 《倩女幽魂》，1987年，王祖贤飾演聂小倩，张国荣饰演宁采臣，此為最廣為人知的版本。[18][19]
- 《古墓荒斋》，1991年，胡天鸽飾演
- 《古庙倩魂》，1994年，惠娟艳飾演
- 《倩女失魂》，2004年，王茜飾演
- 《倩女幽魂》，2011年，刘亦菲飾演[20]
- 《神探蒲松齡》，2019年，鍾楚曦飾演
- 《倩女幽魂：人间情》，2020年，李凯馨饰演

### 電視劇
- 《民间传奇》，1975年，香港無綫電視電視劇單元之一，温柳媚飾演
- 《天师钟馗》，1995年，俞小凡飾演
- 《人鬼情缘》，1999年，刘敏涛飾演
- 《倩女幽魂》，2003年，台灣電視劇，徐熙媛飾演（此版本中的小倩並不是女鬼，而是狐妖）
- 《聊斋》，2005年，杨幂飾演（此版本中的小倩並不是女鬼，而是狐妖）
- 《中国古代爱情故事新编》，2008年，姜妍飾演
- 《天師鍾馗之美麗傳說》第四單元：血色鴛鴦，2010年中國電視劇，张嘉倪飾演（劇情架構不同）[21]
- 《狐仙》，2013年，秋瓷炫飾演[22][23][24]
- 《布袋和尚新传》单元《仙侣缘》、《舍利劫》，2014年，沈英飾演
- 《倩女喜相逢》，2015年，薛家燕飾演
- 《聶小倩》，2016年，台灣電視劇，陳庭妮飾演（劇情架構以現代為背景）[25]
- 《一千零一夜》，2018年，祝緒丹飾演（劇情中在夢裡反串聶小倩）
- 《只問今生戀滄溟》，禁播，郑爽飾演

### 綜藝節目
- 《瘋神無雙》，2010年，徐小可飾演
- 《欢乐喜剧人》，2015年，贾玲饰演

### 動畫
- 《小倩》，1997年，香港，袁咏仪（粵語）、张艾嘉（國語）配音演出
- 《小倩》，2024年，中國，張惠霖 配音演出

### 话剧
- 《聂小倩》，1982年，陈晓旭飾演